# Motta d’Affermo
Motta d’Affermo – miejscowość i gmina we Włoszech, w regionie Sycylia, w prowincji Mesyna.
Według danych na rok 2004 gminę zamieszkiwały 953 osoby, 68,1 os./km².